# Juli (Band)/Diskografie
Diese Diskografie ist eine Übersicht über die musikalischen Werke der deutschen Pop-Rock-Band Juli und dem Vorgängerprojekt Sunnyglade. Den Quellenangaben und Schallplattenauszeichnungen zufolge hat sie bisher mehr als zwei Millionen Tonträger verkauft. Ihre erfolgreichste Veröffentlichung ist das Debütalbum Es ist Juli mit über 670.000 verkauften Einheiten.

## Alben

### Studioalben
| Jahr | Titel Musiklabel                            | Höchstplatzierung, Gesamtwochen, AuszeichnungChartplatzierungen (Jahr, Titel, Musiklabel, Platzierungen, Wochen, Auszeichnungen, Anmerkungen) | Höchstplatzierung, Gesamtwochen, AuszeichnungChartplatzierungen (Jahr, Titel, Musiklabel, Platzierungen, Wochen, Auszeichnungen, Anmerkungen) | Höchstplatzierung, Gesamtwochen, AuszeichnungChartplatzierungen (Jahr, Titel, Musiklabel, Platzierungen, Wochen, Auszeichnungen, Anmerkungen) | Anmerkungen                                                  |
| Jahr | Titel Musiklabel                            | DE | AT | CH | Anmerkungen                                                  |
| ---- | ------------------------------------------- | --- | --- | --- | ------------------------------------------------------------ |
| 2004 | Es ist Juli Island Records (UMG)            | DE2 ×3Dreifachplatin · (75 Wo.)DE | AT4 Platin · (50 Wo.)AT | CH7 Platin · (52 Wo.)CH | Erstveröffentlichung: 20. September 2004 Verkäufe: + 670.000 |
| 2006 | Ein neuer Tag Island Records (UMG)          | DE1 Platin · (52 Wo.)DE | AT4 (13 Wo.)AT | CH3 (19 Wo.)CH | Erstveröffentlichung: 19. September 2006 Verkäufe: + 200.000 |
| 2010 | In Love Island Records (UMG)                | DE4 Gold · (25 Wo.)DE | AT17 (6 Wo.)AT | CH33 (2 Wo.)CH | Erstveröffentlichung: 17. September 2010 Verkäufe: + 100.000 |
| 2014 | Insel Island Records (UMG)                  | DE10 (4 Wo.)DE | AT66 (1 Wo.)AT | CH73 (2 Wo.)CH | Erstveröffentlichung: 3. Oktober 2014                        |
| 2023 | Der Sommer ist vorbei Polydor Records (UMG) | DE9 (3 Wo.)DE | — | — | Erstveröffentlichung: 28. April 2023                         |

### Livealben
| Jahr | Titel Musiklabel                          | Anmerkungen                                                                         |
| ---- | ----------------------------------------- | ----------------------------------------------------------------------------------- |
| 2007 | Ein neuer Tag – live Island Records (UMG) | Erstveröffentlichung: 28. September 2007 Verkäufe werden Ein neuer Tag hinzuaddiert |

### EPs
| Jahr | Titel Musiklabel         | Anmerkungen                             |
| ---- | ------------------------ | --------------------------------------- |
| 2021 | Nacht Polydor (UMG)      | Erstveröffentlichung: 8. Januar 2021    |
| 2021 | Da draußen Polydor (UMG) | Erstveröffentlichung: 22. Januar 2021   |
| 2021 | Liebe Polydor (UMG)      | Erstveröffentlichung: 12. Februar 2021  |
| 2022 | Wanderlust Polydor (UMG) | Erstveröffentlichung: 19. August 2022   |
| 2022 | Retrovibes Polydor (UMG) | Erstveröffentlichung: 2. September 2022 |

## Singles

### Als Leadmusiker
| Jahr | Titel Album                              | Höchstplatzierung, Gesamtwochen, AuszeichnungChartplatzierungen (Jahr, Titel, Album, Platzierungen, Wochen, Auszeichnungen, Anmerkungen) | Höchstplatzierung, Gesamtwochen, AuszeichnungChartplatzierungen (Jahr, Titel, Album, Platzierungen, Wochen, Auszeichnungen, Anmerkungen) | Höchstplatzierung, Gesamtwochen, AuszeichnungChartplatzierungen (Jahr, Titel, Album, Platzierungen, Wochen, Auszeichnungen, Anmerkungen) | Anmerkungen                                                         |
| Jahr | Titel Album                              | DE | AT | CH | Anmerkungen                                                         |
| ---- | ---------------------------------------- | --- | --- | --- | ------------------------------------------------------------------- |
| 2004 | Perfekte Welle Es ist Juli               | DE2 Platin · (34 Wo.)DE | AT2 Gold · (29 Wo.)AT | CH18 (19 Wo.)CH | Erstveröffentlichung: 10. Mai 2004 Verkäufe: + 615.000              |
| 2004 | Geile Zeit Es ist Juli                   | DE19 Platin · (24 Wo.)DE | AT19 (22 Wo.)AT | CH32 (7 Wo.)CH | Erstveröffentlichung: 15. November 2004 Verkäufe: + 300.000         |
| 2005 | Regen und Meer Es ist Juli               | DE31 (9 Wo.)DE | AT52 (15 Wo.)AT | — | Erstveröffentlichung: 2. Mai 2005                                   |
| 2005 | Warum Es ist Juli                        | DE47 (9 Wo.)DE | AT52 (9 Wo.)AT | — | Erstveröffentlichung: 15. August 2005                               |
| 2005 | November Es ist Juli                     | DE49 (8 Wo.)DE | — | — | Erstveröffentlichung: 11. November 2005 Verkäufe: 6.000 (limitiert) |
| 2006 | Dieses Leben Ein neuer Tag               | DE5 (14 Wo.)DE | AT7 (17 Wo.)AT | CH22 (26 Wo.)CH | Erstveröffentlichung: 22. September 2006                            |
| 2006 | Wir beide Ein neuer Tag                  | DE23 (10 Wo.)DE | AT55 (10 Wo.)AT | — | Erstveröffentlichung: 5. Dezember 2006                              |
| 2007 | Zerrissen Ein neuer Tag                  | DE15 (13 Wo.)DE | AT22 (25 Wo.)AT | — | Erstveröffentlichung: 27. April 2007                                |
| 2007 | Ein neuer Tag                            | DE85 (2 Wo.)DE | — | — | Erstveröffentlichung: 21. September 2007                            |
| 2010 | Elektrisches Gefühl In Love              | DE12 Gold · (27 Wo.)DE | AT21 (13 Wo.)AT | — | Erstveröffentlichung: 24. August 2010 Verkäufe: + 150.000           |
| 2011 | Immer wenn es dunkel wird In Love        | DE37 (5 Wo.)DE | — | — | Erstveröffentlichung: 21. Januar 2011                               |
| 2011 | Süchtig In Love                          | DE35 (6 Wo.)DE | — | — | Erstveröffentlichung: 13. Mai 2011                                  |
| 2011 | Du lügst so schön In Love                | DE67 (2 Wo.)DE | — | — | Erstveröffentlichung: 23. September 2011                            |
| 2014 | Insel                                    | DE74 (3 Wo.)DE | — | — | Erstveröffentlichung: 12. September 2014                            |
| 2019 | Fahrrad Der Sommer ist vorbei            | — | — | — | Erstveröffentlichung: 26. April 2019                                |
| 2022 | Fette wilde Jahre Der Sommer ist vorbei  | — | — | — | Erstveröffentlichung: 16. September 2022                            |
| 2022 | Der Sommer ist vorbei                    | — | — | — | Erstveröffentlichung: 11. November 2022                             |
| 2023 | Gehen oder bleiben Der Sommer ist vorbei | — | — | — | Erstveröffentlichung: 3. März 2023                                  |
| 2023 | Wolke Der Sommer ist vorbei              | — | — | — | Erstveröffentlichung: 7. April 2023                                 |
| 2023 | Irgendwann Der Sommer ist vorbei         | — | — | — | Erstveröffentlichung: 21. April 2023                                |
| 2023 | Die besten Dinge Der Sommer ist vorbei   | — | — | — | Erstveröffentlichung: 7. Juli 2023                                  |

### Als Gastmusiker
| Jahr | Titel Album                             | Höchstplatzierung, Gesamtwochen, AuszeichnungChartplatzierungen (Jahr, Titel, Album, Platzierungen, Wochen, Auszeichnungen, Anmerkungen) | Höchstplatzierung, Gesamtwochen, AuszeichnungChartplatzierungen (Jahr, Titel, Album, Platzierungen, Wochen, Auszeichnungen, Anmerkungen) | Höchstplatzierung, Gesamtwochen, AuszeichnungChartplatzierungen (Jahr, Titel, Album, Platzierungen, Wochen, Auszeichnungen, Anmerkungen) | Anmerkungen                                                              |
| Jahr | Titel Album                             | DE | AT | CH | Anmerkungen                                                              |
| ---- | --------------------------------------- | --- | --- | --- | ------------------------------------------------------------------------ |
| 2007 | Stolen Dusk and Summer (German Version) | DE15 (12 Wo.)DE | — | — | Erstveröffentlichung: 13. Februar 2007 Dashboard Confessional feat. Juli |

## Videoalben und Musikvideos

### Videoalben
| Jahr | Titel Musiklabel                          | Anmerkungen                                                                         |
| ---- | ----------------------------------------- | ----------------------------------------------------------------------------------- |
| 2007 | Ein neuer Tag – live Island Records (UMG) | Erstveröffentlichung: 28. September 2007 Verkäufe werden Ein neuer Tag hinzuaddiert |

### Musikvideos
| Jahr | Titel                     | Regisseur(e)                 |
| ---- | ------------------------- | ---------------------------- |
| 2004 | Perfekte Welle            | Hans Hammers Jr. II          |
| 2004 | Geile Zeit                | Daniel Lwowski               |
| 2005 | Regen und Meer            | Jeffery Lisk, Bernd Possardt |
| 2005 | Warum                     | Hans Hammers Jr. II          |
| 2006 | Dieses Leben              | Moritz Laube                 |
| 2006 | Wir beide                 | Jeffery Lisk, Bernd Possardt |
| 2007 | Zerrissen                 | Oleg Assadulin               |
| 2007 | Ein neuer Tag             | Dominic Bünning, Sven Sindt  |
| 2007 | Stolen                    | Jay Martin                   |
| 2010 | Elektrisches Gefühl       | Chris Wendland               |
| 2010 | Immer wenn es dunkel wird | Hagen Decker                 |
| 2011 | Süchtig                   | Hagen Decker                 |
| 2014 | Insel                     |                              |
| 2014 | Eines Tages               |                              |
| 2019 | Fahrrad                   | Marvin Ströter               |
| 2022 | Fette wilde Jahre         | Amélie Siegmund              |
| 2022 | Der Sommer ist vorbei     | Amélie Siegmund              |
| 2023 | Gehen oder bleiben        | Amélie Siegmund              |
| 2023 | Irgendwann                | Amélie Siegmund              |
| 2023 | Die besten Dinge          | Amélie Siegmund              |

## Sonderveröffentlichungen

### Alben
| Jahr | Titel Musiklabel        | Anmerkungen                |
| ---- | ----------------------- | -------------------------- |
| 2003 | Demo 2003 Eigenvertrieb | Erstveröffentlichung: 2003 |

| Jahr | Titel Musiklabel                  | Anmerkungen                                                           |
| ---- | --------------------------------- | --------------------------------------------------------------------- |
| 2004 | Sessions@AOL Island Records (UMG) | Erstveröffentlichung: 21. Dezember 2004 Teil der „Sessions@AOL“-Reihe |

### Lieder
| Jahr | Titel Album                             | Anmerkungen                                                             |
| ---- | --------------------------------------- | ----------------------------------------------------------------------- |
| 2007 | Stolen Dusk and Summer (German Version) | Erstveröffentlichung: 17. August 2007 Dashboard Confessional feat. Juli |
| 2008 | Dieses Leben Cubano alemán              | Erstveröffentlichung: 29. August 2008 Rhythms del Mundo feat. Juli      |

| Jahr | Titel Album                                                                           | Anmerkungen                                                                                               |
| ---- | ------------------------------------------------------------------------------------- | --- |
| 1999 | B.L.U.N.A. Schülerband-Wettbewerb – You 99                                            | Erstveröffentlichung: 1999 als Sunnyglade                                                                 |
| 1999 | Fly Away Schülerband-Wettbewerb – You 99                                              | Erstveröffentlichung: 1999 als Sunnyglade                                                                 |
| 2005 | Perfekte Welle (Live @ Live 8) Live 8 – Berlin July 2nd 2005 (DVD)                    | Erstveröffentlichung: 4. November 2005                                                                    |
| 2009 | Er muss raus A Tribute to Die Fantastischen Vier                                      | Erstveröffentlichung: 7. August 2009 Original: Die Fantastischen Vier – Raus                              |
| 2017 | Komm endlich raus und spiel Sesamstraße präsentiert – Ernie und Bert singen mit Stars | Erstveröffentlichung: 27. Januar 2017 mit Ernie und Bert; Original: Juli – Elektrisches Gefühl            |
| 2023 | Das kleine Küken piept Giraffenaffen 8                                                | Erstveröffentlichung: 15. September 2023 Original: Pulcino Pio feat. Morgana Giovannetti – Il pulcino Pio |

## Promoveröffentlichungen
| Jahr | Titel Album      | Anmerkungen                |
| ---- | ---------------- | -------------------------- |
| 2014 | Wasserfall Insel | Erstveröffentlichung: 2014 |

## Statistik

### Chartauswertung
|                     | DE    | AT    | CH    |
| ------------------- | ----- | ----- | ----- |
| Nummer-eins-Alben   | DE1DE | AT—AT | CH—CH |
| Top-10-Alben        | DE5DE | AT2AT | CH2CH |
| Alben in den Charts | DE5DE | AT4AT | CH4CH |

|                       | DE     | AT    | CH    |
| --------------------- | ------ | ----- | ----- |
| Nummer-eins-Singles   | DE—DE  | AT—AT | CH—CH |
| Top-10-Singles        | DE2DE  | AT2AT | CH—CH |
| Singles in den Charts | DE15DE | AT8AT | CH3CH |

### Auszeichnungen für Musikverkäufe
Anmerkung: Auszeichnungen in Ländern aus den Charttabellen bzw. Chartboxen sind in ebendiesen zu finden.
| Land/RegionAuszeichnungen für Musikverkäufe (Land/Region, Auszeichnungen, Verkäufe, Quellen) | Gold     | Platin     | Verkäufe  | Quellen           |
| -------------------------------------------------------------------------------------------- | -------- | ---------- | --------- | ----------------- |
| Deutschland (BVMI)                                                                           | 2× Gold2 | 6× Platin6 | 1.950.000 | musikindustrie.de |
| Österreich (IFPI)                                                                            | Gold1    | Platin1    | 45.000    | ifpi.at           |
| Schweiz (IFPI)                                                                               | —        | Platin1    | 40.000    | hitparade.ch      |
| Insgesamt                                                                                    | 3× Gold3 | 8× Platin8 |           |                   |